# 阿馬戈薩瓦利 (內華達州)
阿馬戈薩瓦利（英語：Amargosa Valley）是位於美國內華達州奈縣的非建制市鎮。

## 歷史
阿馬戈薩瓦利的郵局自1982年營運至今。

## 人口
根據2020年美國人口普查的數據，阿馬戈薩瓦利的面積為255.53平方千米，皆為陸地。當地共有人口1064人，而人口密度為每平方千米4人。